# 王輿 (嘉靖進士)
王輿（1513年—？），字仲任，陝西西安府涇陽縣人，民籍，明朝政治人物。

## 生平
嘉靖十年（1531年）辛卯科陝西鄉試第五十六名舉人。嘉靖二十九年（1550年）中式庚戌科會試第八名，三甲第十名進士。官國子監博士。

## 家族
曾祖王敬；祖父王幹；父王鼎，贈縣丞。嫡母張氏（贈孺人）；生母張氏。慈侍下。兄王輅（湯陰知縣）。